# Waterland (film)
Waterland är en film från 1992 i regi av Stephen Gyllenhaal, baserad på Graham Swifts roman Våtmarker från 1983. I rollerna återfinns bland andra Jeremy Irons, Sinéad Cusack, Ethan Hawke och John Heard.

## Rollista
| Jeremy Irons       | – Tom Crick     |
| Sinéad Cusack      | – Mary Crick    |
| Ethan Hawke        | – Matthew Price |
| John Heard         | – Lewis Scott   |
| Grant Warnock      | – Young Tom     |
| Lena Headey        | – Young Mary    |
| Pete Postlethwaite | – Henry Crick   |
| Cara Buono         | – Judy Dobson   |
| David Morrissey    | – Dick Crick    |
| Maggie Gyllenhaal  | – Student       |